# Mikołaj Krzywiec-Okołowicz
Mikołaj Krzywiec-Okołowicz herbu Ostoja (ur. 1762, zm. 1 lipca 1841) – dziedzic dóbr Bechcice, Rszew, Niesięcin, Srebrna, Żabice Wielkie, szambelan króla Stanisława Augusta Poniatowskiego, sędzia Sądu Apelacyjnego, poseł na sejm Królestwa Polskiego, założyciel miasta Konstantynowa Łódzkiego, fundator kościołów – katolickiego i ewangelickiego w Konstantynowie.

## Życiorys
Mikołaj Krzywiec-Okołowicz należał do rodziny wywodzącej się z Litwy, której przedstawiciele pojawili się w Wielkopolsce w XVIII wieku. Był synem Justyna i Katarzyny Narbutt. Jego małżonka była Marianna, córka Antoniego Łukaszewicza-Piersickiego i Franciszki z Lubowidzkich. Z tego związku miał kilkoro dzieci: Honoratę Złotnicką, Teklę Jabłonowską, Ignacego i Kwiryna oraz Emilię i Edwarda, zmarłych w dzieciństwie. Okołowicz w młodości związany był z dworem króla Stanisława Augusta Poniatowskiego, gdzie pełnił funkcję szambelana. W okresie Księstwa Warszawskiego został powołany na urząd sędziego apelacyjnego. Urząd ten sprawował także w czasach Królestwa Polskiego. Był kilkukrotnie posłem na sejm Królestwa Polskiego z powiatu szadkowskiego.
Okołowicz posiadał rozległe dobra ziemskie. W roku 1799 kupił za 240 000 zł od Wincentego Sulimierskiego wieś Srebrną. Następnie nabył Bechcice, Żabice, Żabiczki, Niesięcin, Rszew i Rszewek. Zakładał także nowe osady. Jedną z nich był Okołowiec, w którym gospodarowali jego synowie Ignacy i Kwiryn. W 1821 roku, na terenie wsi Żabice założył osadę fabryczną, do której przybyli sukiennicy, płóciennicy i inni rzemieślnicy z Saksonii, Śląska i Sudetów czeskich. Osada ta w roku 1824 otrzymała nazwę Konstantynów. Jej szybki rozwój spowodował, że sześć lat później uzyskała prawa miejskie. Mikołaj Krzywiec-Okołowicz nadał nowo powstałemu miastu swój herb. W kolejnych latach Okołowicz tworzył kolonie czynszowe, zapewniając bardzo dobre warunki do prowadzenia gospodarki. W listopadzie 1835 roku sprzedał grunty w Srebrnej 18 kolonistom za łączną kwotę 128 320 zł reńskich (czyli 438 900 złp). W roku 1837 sprzedał Konstantynów synowi Ignacemu, a sam przeniósł się do Warszawy. Był fundatorem kościołów dla mieszkańców Konstantynowa – katolików i ewangelików. Zmarł dnia 1 lipca 1841 roku o godzinie siódmej wieczorem w Żabiczkach. Jego ciało pochowano u boku żony Marianny (zmarłej w 1831 roku) w kościele Narodzenia NMP w Konstantynowie. Wnuk Mikołaja i Marianny Okołowiczów, Gustaw Okołowicz dobudował do kościoła kaplicę grobową, do której przeniósł ich szczątki.